# Bibliothèques sans frontières
Pour les articles homonymes, voir BSF.
Bibliothèques Sans Frontières (BSF) est une association fondée en 2007 à Paris, à l'initiative de l'historien Patrick Weil. Elle souhaite faciliter l'accès à la culture, à l'éducation et à l'information des populations vulnérables.

## Historique
BSF vise à promouvoir le don de livres, à soutenir le fonds des bibliothèques, des écoles et des universités ainsi que la formation de documentalistes, l’informatisation de centres documentaires et la structuration de réseaux de bibliothèques. Elle renforce également l'accès à la culture, l'éducation et l'information des populations les plus vulnérables, touchées par les crises et les conflits[source insuffisante].
L'association intervient pour la première fois dans l'urgence à la suite du séisme de 2010 en Haïti. Présente depuis 2007 sur le territoire haïtien, « les bibliothèques récemment constituées [par BSF] être réduites en miettes par le séisme ». BSF a entrepris des missions auprès des vingt camps de réfugiés du tremblement de terre[réf. souhaitée]. L'association compte parmi ces différentes actions : la construction d'une dizaine de bibliothèques et l’élaboration de coins lecture près des camps de réfugiés, au sein des écoles, des universités et des quartiers du pays et une collecte de dons de livres et d’argent. Les projets incluent notamment la création de la Réserve universitaire centrale haïtienne, première bibliothèque interuniversitaire hors site de Port-au-Prince, et les Bibliotaptaps, desbibliothèques mobiles permettent d’aller à la rencontre des populations éloignées.
L'Ideas Box, une médiathèque en kit dessinée par Philippe Starck est déployée en 2014 dans le camp de réfugiés congolais Musasa au Burundi. Il en existe aujourd'hui 150 dans le monde[réf. souhaitée].
Depuis 2018, le journaliste Augustin Trapenard est le parrain de l'association.
Le 13 octobre 2022, l'association signe un partenariat avec l’ONU afin de venir en aide aux victimes de violences sexuelles en créant des espaces sécurisés permettant un accès à des ressources médicales, psychologiques et juridiques, en plus des activités éducatives et formatives. Le déploiement de ce programme se fera prioritairement en Ukraine, mais la volonté est de le développer ensuite dans d'autres pays.

## Outils et plateformes
BSF a créé des outils tels que l'Ideas Box, l'Ideas Cube ou la carte SD Kajou. L'association a créé des plateformes numériques : BSF Thema, Les Voyageurs du Numérique et BSF Campus. Depuis 2014, BSF adapte et traduit en français la plateforme d’enseignement américaine Khan Academy.

### Ideas Box

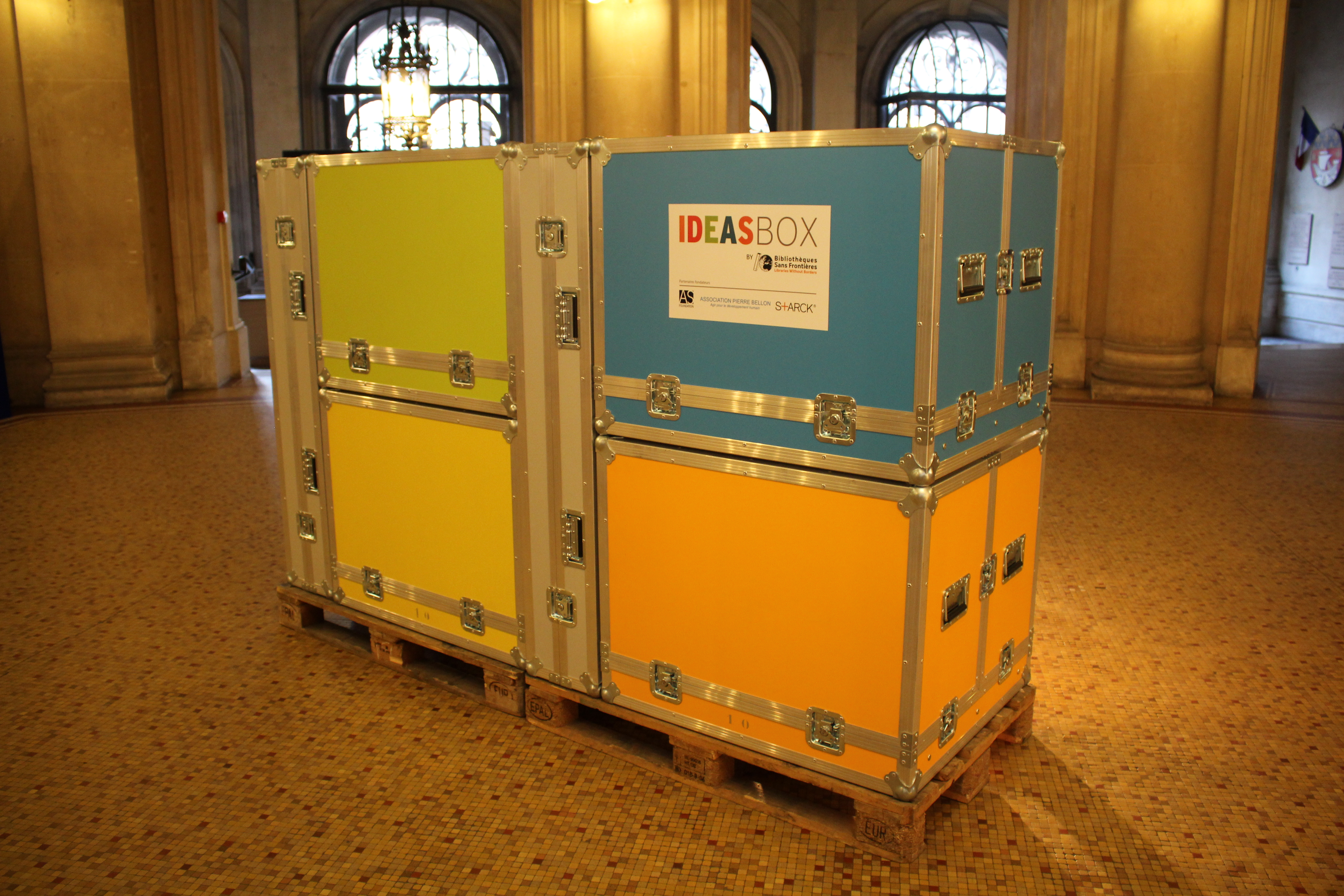
Ideas Box.

L'Ideas Box est une médiathèque en kit créée en 2013 par BSF et Philippe Starck, avec le soutien de l'Agence des Nations Unies pour les réfugiés (UNHCR). 
Elle est déployée dans des lieux touchés par des catastrophes naturelles ou des conflits armés ainsi qu’auprès des populations marginalisées. Les Ideas Box procurent dans la langue locale des outils permettant aux individus et aux communautés de mieux se reconstruire. « À terme, le matériel informatique sera laissé « sur place » à des personnes formées. »
Elle se compose de quatre modules étanches et peu énergivores : le module jaune « administration » pour le matériel technique (batterie, relais wifi, serveur, etc.), le module vert « informatique » pour le matériel informatique (liseuses, ordinateurs portables, tablettes et appareil photo), le module bleu « cinéma » pour le matériel de projection (plus jeux vidéos, casque audio, enceinte) et le module orange « bibliothèque » pour les livres.

### Ideas Cube
L’Ideas Cube est une bibliothèque numérique autonome en énergie. Il fonctionne sans connexion Internet et fournit un accès à des milliers de contenus éducatifs et culturels dans les endroits les plus reculés (ressources tirées de Wikipédia, de Khan Academy ou du projet Gutenberg)[réf. nécessaire].

### Kajou
En 2018, BSF a créé l'entreprise sociale Kajou. Elle développe des cartes SD avec des contenus pédagogiques et culturels qui s’insèrent dans les téléphones et les transforment en bibliothèque, sans avoir besoin de connexion Internet. Cette initiative est destinée aux populations d'Afrique subsaharienne peu ou pas connectées à Internet.

### Les Voyageurs du Numérique
Initialement nommé les Voyageurs du code, il s’agit d’un programme initiant, entre autres, à la programmation informatique. Ce programme est né en 2014, grâce à une collaboration avec Codecademy[réf. souhaitée]. Après l’avoir traduite en français, BSF a commencé par initier des ateliers en collaboration avec les bibliothèques de Montreuil. Puis le programme est déployé dans le milieu associatif[réf. souhaitée]. Il est publié en open source[réf. souhaitée]. En 2017, le projet devient les Voyageurs du Numérique[réf. souhaitée]. Il ne se concentre plus seulement sur la programmation, mais son offre s’élargit aux autres compétences numériques. Il propose 4 thématiques : l'inclusion numérique, s’informer sur internet, maitriser ses pratiques sur internet, coding et robotique[réf. souhaitée]. Cela s’adresse autant au grand public, mais qu’à toute structure qui souhaitant un accompagnement, afin de développer ses compétences en numérique, ou de former des animateurs.

### Application «Bonjour France»
L’application Bonjour France a été développée pour aider les réfugiés ukrainiens arrivant en France à la suite de l'Invasion de l'Ukraine par la Russie. Disponible par la plateforme téléchargeable Kajou, elle propose six thématiques principales (faire ses démarches, s’orienter, travailler, se divertir, et la vie quotidienne). Elle leur permet d’apprendre le français à travers des situations de la vie courante[réf. souhaitée]. Elle leur donne également accès à une liste de ressources culturelles et associatives[réf. souhaitée]. D’autres versions francophones sont en cours de développement, tel que Bonjour Belgique, Bonjour Suisse et Bonjour Canada. À l’avenir, BSF souhaiterait ensuite élargir l’application à d’autres nationalités de demandeurs d’asile.

## Collecte de livres
Depuis 2007, BSF collecte des livres auprès des institutions culturelles, des professionnels du livre et des particuliers en France. Ceux-ci, triés et référencés dans leur centre de collecte de livres à Epône, sont ensuite destinés à des bibliothèques, écoles et associations qui n’ont pas les moyens de s’équiper par le biais des circuits traditionnels. Lorsqu’ils ne correspondent pas aux besoins de l'association, ils sont revendus sur le marché de l'occasion, comme la plateforme solidaire Label Emmaüs. Les bénéfices réalisés participent au financement de ses activités et permettent d’acheter des livres sur ses terrains d’intervention pour contribuer à l’économie locale du livre[réf. souhaitée].
Chaque année, lors de la Semaine du développement durable, l'association s'associe à la Fnac pour organiser une « Grande collecte solidaire » pour collecter des livres partout en France.

## Associations membres
BSF International est la tête de réseau de Bibliothèques Sans Frontières, son siège se trouve à Montreuil. « La Mission livres », son centre de collecte de livres, est à Épône dans les Yvelines[réf. souhaitée].
À l'international, cinq bureaux opérationnels dépendent de BSF International : Cox's Bazar au Bangladesh, Bujumbura au Burundi, Amman en Jordanie, Varsovie en Pologne et Dakar au Sénégal[réf. souhaitée].
Libraries Without Borders US a été créée en 2009 à Washington D.C.[réf. souhaitée] LWB cherche à améliorer l’accès à l’information à travers les États-Unis et à combler la fracture numérique. Dans ce but, le programme Wash and Learn Initiative (WALI) a été développé en 2017. En collaboration avec les bibliothèques et les associations locales, il s’agit de mettre en place des bibliothèques dans les laveries automatiques. Ainsi le temps perdu peut être mis à profit pour apprendre, s’informer ou se divertir. Une étude a effectivement démontré que dans les endroits où l’initiative est appliquée, les enfants ont 30 fois plus de chance de s’adonner à une activité d’alphabétisation. Fort de son succès, le programme initié à Détroit et New York a été ensuite élargi à l’ensemble du pays. Puis la volonté a été de l’adapter au milieu rural, où les communautés ont plus de difficultés d’accès au réseau internet qu’en milieu urbain. LWB a lancé un programme pilote dans le Minnesota, en implantant une bibliothèque dans une communauté de logements préfabriqués. Elle fournit une connexion hotspot, des ordinateurs et ipads avec des ressources éducatives prétéléchargées, des livres et des activités. Son offre s’adapte aux usagers, grâce à un groupe de discussion identifiant leurs besoins. Le partenariat avec des organisations locales permettra de procurer diverses formations afin de profiter au plus grand nombre.
Créée en 2017, Bibliothèques Sans Frontières Belgique, dont le siège est à Bruxelles, représente le réseau BSF auprès des instances internationales présentes en Belgique, comme l'Union européenne et l'OTAN[réf. souhaitée].
Les associations BSF Canada et BSF Italia ont été respectivement créées en 2020 et 2021[réf. souhaitée].

## Campagnes et plaidoyers
En 2012, l'Urgence de lire est un aAppel international soutenu par plus d’une centaine d’intellectuels, dont huit prix Nobel, comme Toni Morrison ou Doris Lessing. Cette campagne fut relayée auprès des organisations internationales et des États.
Durant la campagne avant les élections municipales de 2014, l'association interpelle à propos des horaires d'ouverture des bibliothèques jugés inadaptés aux étudiants, salariés, demandeurs d'emploi, enseignants et autres.
Durant la campagne présidentielle de 2027, avec l’Association des Bibliothécaires de France, BSF a interpellé les candidats à l’élection présidentielle et aux législatives sur la place indispensable des bibliothèques dans les politiques publiques.

## Financement
Les subventions publiques de BSF s'élèvent à 4,4 millions d'euros[Quand ?] et sont en forte augmentation par rapport à 2020 (+ 73%). En 2021, les ressources de l'association sont majoritairement composées de subventions et autres concours publics (52%) et de produits non liés à la générosité du public (14%). Les produits liés à la générosité du public (incluant le mécénat) représentent 20% des ressources de BSF. Sur les 8,5 millions d'euros de budget annuel en 2021, 82% des fonds sont utilisés pour des missions sociales[réf. souhaitée].
Bibliothèques sans frontières fait partie des dix-sept bénéficiaires du fonds Marianne lancé par Marlène Schiappa après la décapitation de Samuel Paty visant à lutter contre la « propagande séparatiste ». Le fonds est au cœur d’une polémique concernant sa gestion en avril 2023. L'association a reçu 70 320 euros pour un Web série « Questions-réponses sur la laïcité » et la confection et la diffusion d’un kit pédagogique à destination d’enseignants et d’éducateurs,.

## Gouvernance
Patrick Weil assure la présidence de l'association depuis sa création en 2007[réf. souhaitée].

## Récompenses
- Prix WISE, 2016[27][source insuffisante]
- Lauréat de La France s'engage, 2015[28][source insuffisante]
- Le Google Impact Challenge, 2015[29]